# Ian Gibson (auteur)
Pour les articles homonymes, voir Gibson et Ian Gibson.
Ian Gibson (né le 21 avril 1939 à Dublin) est un auteur irlandais et un hispaniste connu pour ses biographies d'Antonio Machado, Salvador Dalí, Henry Spencer Ashbee, et surtout pour ses livres sur Federico García Lorca, pour lesquels il a reçu plusieurs prix comme le Prix James Tait Black Memorial en 1989. 
Son livre La represión nacionalista de Granada en 1936 y la muerte de Federico García Lorca (La répression nationaliste de Grenade en 1936 et la mort de Federico García Lorca) fut censuré dans l'Espagne franquiste.

## Biographie
Ian Gibson est né le 21 avril 1939 dans une famille protestante de Dublin. Il suit des études au Trinity College où il apprend l'espagnol et le français.
En 1957, il effectue son premier voyage en Espagne, à Madrid, sans rien savoir du pays ni de son chef, le général Franco. 
En 1960, Gibson obtient un diplôme en littérature espagnole et française au Trinity College. En 1962, il commence sa carrière universitaire en tant que professeur contractuel d'espagnol à l'Université Queen's à Belfast, en Irlande du Nord. Il voyage alors en Espagne pour réaliser sa thèse de doctorat consacré à Federico García Lorca. 
En 1968, il commence à travailler à l'Université de Londres où il enseigne la littérature hispanique[pas clair] puis à partir de 1972, la littérature espagnole moderne. 
Durant cette période, il publie "La répression nationaliste de Grenade en 1936 et la mort de Federico García Lorca" (Paris, 1971) puis une version anglaise corrigée de cet ouvrage.  
En 1975, il quitte la vie universitaire pour se consacrer à plein temps à l'écriture et s'installe d'abord dans le sud de la France, puis en Espagne en 1978. Il y rédige une biographie de Federico García Lorca, et en 1984 il obtient la nationalité espagnole tout en conservant sa nationalité irlandaise. 
En 1991, il s'est installé à Restábal, près de Grenade.
En 2004, après treize années en Andalousie, il s'installe à Madrid pour travailler sur la biographie d'Antonio Machado. 
En 2021, le ministère espagnol de l'Éducation, de la Culture et des Sports lui remet la médaille d'or du mérite des beaux-arts.
En 2022, il est toujours en relation avec Laura García Lorca, nièce de Federico García Lorca, concernant la mémoire du poète.

## Engagements politiques
Ian Gibson s'est engagé politiquement en Espagne au côté du parti socialiste ouvrier espagnol (PSOE) puis auprès de Podemos. 
En 1995 et 1999, Gibson est candidat sur la liste du PSOE aux élections municipales à El Valle, une municipalité composée de trois petits villages (Melegís, Saleres et Restábal) situés près de Grenade. Durant deux mandats, il est délégué municipal de la Culture.
En 2013, il souligne l'importance de l'appartenance de l'Espagne à l'Union européenne comme facteur de stabilité, considérant que la droite espagnole est méprisante et la « pire du continent européen » .
En 2019, il figure en 26e place sur la liste de Podemos et d'Izquierda Unida pour l'élection à la mairie de Grenade mais il n'est pas élu.

## Œuvres
- La represión nacionalista de Granada en 1936 y la muerte de Federico García Lorca (1971).
- En busca de José Antonio (1981).
- Un irlandés en España (1982).
- La noche que mataron a Calvo Sotelo (1982).
- Paracuellos, cómo fue (1983).
- Guía de la Granada de Federico García Lorca (1989).
- España (1993).
- Vida, pasión y muerte de Federico García Lorca (1998).
- La vida desaforada de Salvador Dalí (1998).
- Lorca-Dalí, el amor que no pudo ser (1999).
- Viento del sur (2001).
- Yo, Ruben Darío (2002).
- Cela, el hombre que quiso ganar (2004).
- Ligero de equipaje (2006).
- Cuatro poetas en guerra (2007).
- Lorca y el mundo gay (2009)